# Big Jim

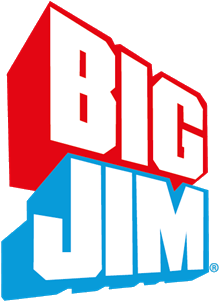
Logo attuale della linea Big Jim

Big Jim è una linea di modellini prodotta dal 1972 al 1986 dalla Mattel principalmente per il mercato nordamericano ed europeo. In Italia è stato commercializzato a partire dal 1973.
Nacque a seguito del successo di un'altra linea di modellini, G.I. Joe, prodotta dalla Hasbro e riscosse più successo in Europa che non negli Stati Uniti, superando quella della concorrenza e divenendo, una volta uscita di produzione, un ricercato oggetto da collezione.

## Storia
Nel 1972 la Mattel commercializza la prima versione del Big Jim con due differenti nomi, poiché a quel tempo una ditta tedesca detiene i diritti commerciali del nome "Big", così in Germania Ovest, Francia e Gran Bretagna, viene inizialmente distribuito come Mark Strong - The Man from Mattel. L'anno successivo il nome viene uniformato essendo la Mattel entrata in possesso dei diritti commerciali.
Big Jim è la risposta della Mattel all'action figure G.I. Joe, prodotto fin dagli anni sessanta come bambola snodabile destinata al pubblico maschile. La stessa strada verrà percorsa in quegli anni anche dalla Mego con il personaggio di Action Jackson, che aprirà successivamente la strada alle celebri serie di personaggi tratti dai fumetti e dalle serie televisive, così come da svariate altre ditte di giocattoli che commercializzano modellini "vestibili" destinati al pubblico maschile.
Big Jim ebbe fin dai primi anni un insieme di compagni e avversari che andò via via ampliandosi. Nella prima serie di personaggi, denominata "All Star", Big Jim viene accompagnato da tre compagni di avventure: Big Jack (afroamericano), Big Josh (la testa era la stessa di Big Jim, ma con la barba dipinta) e Big Jeff (biondo, lineamenti nordeuropei). Gli viene inoltre contrapposto un avversario, il Dr. Steel, un campione di arti marziali calvo, con un vistoso drago tatuato sul petto e una mano d'acciaio, evidentemente ispirato ai film di arti marziali in voga all'epoca.
Nel 1975, viene creata una squadra d'azione chiamata "P.A.C.K." (Professional Agents against Crime Killers), per i soli Stati Uniti, ma i cui personaggi vennero distribuiti anche in Europa con una differente confezione. La serie è caratterizzata da alcuni segni marcatori comuni: innanzitutto la testa di lupo, impressa sulla fibbia delle cinture di tutti i personaggi, su alcuni accessori (la punta delle frecce di Warpath, ad esempio), tatuato sulla mano sinistra di tutti e sul petto del Dr. Steel; gli stivali con l'impronta del lupo sulla suola; volti grintosi e aggressivi, rispetto ai "sereni" Big Jim standard. Negli Stati Uniti viene realizzata anche una serie di fumetti che vede protagonisti i personaggi che la compongono.
Di questa serie fanno così parte: Big Jim The Leader (realizzato in due edizioni: standard, con maglia blu e pantaloni bianchi, e Gold Commander, con maglia nera e pantaloni giallo oro); il Dr. Steel, passato da nemico ad amico; The Whip (armato di frusta, bolas e boomerang, la cui testa era quella di Big Jeff con capelli e occhi neri e barba dipinta); Warpath, un nativo americano accessoriato di arco e frecce.
Nel 1976 viene aggiunto al gruppo Torpedo Fist (con una benda sull'occhio e un arto artificiale e dotato di un pugno meccanico), la cui testa verrà in seguito riutilizzata per il personaggio di Commando Jeff. Nello stesso anno viene poi realizzata una nuova versione di Big Jim dotata di un meccanismo che consente di sostituire il volto normale con uno dall'espressione infuriata e chiamato Big Jim Double Trouble/Due Volti. Viene infine aggiunto il nemico mortale del P.A.C.K., Zorak, un cattivo incappucciato anch'esso dotato di un doppio volto (uno normale ed uno mostruoso, di colore verde).
In Europa la serie non verrà mai distribuita, ma i personaggi verranno commercializzati indipendentemente con il solo marchio Big Jim. Warpath inoltre non verrà mai distribuito come tale, ma viene rinominato Chief Tankua e inserito nella serie "Gli amici del West". Tutti i personaggi verranno successivamente dotati di mani prensili nel 1978 e ridistribuiti nella sola Europa.
Nel 1975 prende il via anche la serie "Karl May", una linea a sé stante, indipendente dalla linea Big Jim, divisa tra scout e "indiani", che verrà meglio sviluppata soprattutto a partire dal 1976. Questa serie è ispirata ai personaggi protagonisti delle avventure dei romanzi dello scrittore tedesco Karl May, e perciò distribuita con tale nome principalmente in Germania Ovest, Belgio, Francia e Paesi Bassi. Dove questa saga letteraria non è conosciuta, soprattutto Italia e Spagna, la serie e i personaggi vengono distribuiti con nomi differenti e inseriti nella linea Big Jim. In Italia i personaggi verranno distribuiti come "Gli amici del West di Big Jim", mentre in Spagna come "Oeste" dalla Congost, che produce in licenza le action figure della linea Big Jim.
Nel 1975-1976 vengono inizialmente distribuiti Old Shatterhand/Dakota Joe (con la testa di Big Jeff, a cui viene dipinta la barba) e Winnetou/Geronimo, i due più popolari personaggi della saga romanzesca di Karl May, protagonisti anche di una serie di film negli anni sessanta, in cui Old Shatterhand è interpretato da Lex Barker. In seguito i due personaggi vengono ridistribuiti in nuove versioni: i medesimi personaggi vengono commercializzati in una versione "economica" che presenta abbigliamenti e accessori più spartani e, nella sola serie Karl May, Old Shatterhand viene provvisto di una nuova testa con capelli "veri".
A questi due personaggi base, ne vengono successivamente, tra il 1977 e il 1978, affiancati altri tratti dalle opere di Karl May, per un totale complessivo di sei personaggi: Old Surehand/Buffalo Bill (assente nell'edizione spagnola) e Bloody Fox/Bisonte Nero/Bisonte Negro nel 1977; Fresca Rugiada/Nscho-Tschi/India Apache, una squaw, unico personaggio femminile della linea Big Jim, per il cui corpo viene utilizzato quello della "mamma" della linea di action figure Mattel La Famiglia Felice, e Old Firehand/Old Kentucky/Kid Buffalo nel 1978.
Nella sola linea "Gli amici del West" italiana viene come detto inserito anche Chief Tankua, il personaggio di Warpath della precedente serie P.A.C.K., con lievi differenze nell'abbigliamento e negli accessori. Quest'ultimo non verrà distribuito in alcuni paesi e non è presente nelle serie Karl May e Congost.
Nel 1977, le classiche mani diritte (straight hands) con le dita unite in materiale plastico rigido, vengono sostituite dalle mani prensili (grip hands), in grado di impugnare gli accessori. Questa nuova versione presenta le dita separate ed è costruita in un materiale plastico più morbido. Tale innovazione consente ai personaggi di impugnare una moltitudine di accessori anche non propriamente costruiti a tale scopo. Le nuove mani presentano però lo svantaggio di essere più larghe, non consentendo di impugnare gli accessori costruiti invece precedentemente per essere impugnati dalle mani diritte, dotati cioè di un paio di "alette" in cui vengono infilate le mani. Questo porta al danneggiamento di svariati accessori, soprattutto fucili e pugnali, le cui alette vengono sovente rimosse per permettere agli accessori stessi di venire impugnati dalle mani prensili. Molti personaggi realizzati fino al 1977, verranno così ridistribuiti con le mani prensili, compresa tutta la serie All Star (Big Jim, Big Jack, Big Jeff, Big Josh e il Dr. Steel) e molti dei personaggi usciti nella linea P.A.C.K.
Nel 1977 la linea di giocattoli subisce un brusco rallentamento della vendite negli Stati Uniti e ne viene per questo interrotta la distribuzione. Non così in Europa, dove continua a godere di una ottima popolarità e per la quale vengono sviluppate, a partire dal biennio 1977-1978, nuove serie di personaggi legate ad ambientazioni storico-avventurose come la serie dei Pirati. Questa comprende i tre pirati: Capitan Uncino, per il quale viene riutilizzata la testa di Torpedo Fist; Captain Drake, per il quale viene riutilizzato il meccanismo con cappuccio di Zorak, con doppio volto, che muta in quello di un teschio; e Capitan Flint, per il quale viene riciclata la testa di Old Surehand/Buffalo Bill, ma con capelli e baffi scuri. Quest'ultimo personaggio in Italia viene commercializzato con il nome Sandokan, poiché evidentemente ricalcato sul personaggio televisivo interpretato da Kabir Bedi nel noto sceneggiato Rai Sandokan, diretto da Sergio Sollima, che nel 1976 ottiene un gran successo televisivo e ispira numeroso merchandising ufficiale e non, tra cui una serie di bambole Furga, rappresentati Sandokan, Yanez de Gomera e Marianna Guillonk. Questa serie indipendente viene dotata anche di una "Barca dei Pirati", di fatto una semplice scialuppa munita di cannoncino, sestante, forziere del tesoro e altri accessori, e un paio di outfit.
All'inizio degli anni ottanta, la linea Big Jim prende una nuova svolta, orientata in parte alla fantascienza e in parte alle storie di spionaggio, ma le due serie non sono marcatamente delineate come le precedenti. Nel 1981, inoltre, le "sfere" degli snodi delle gambe, vengono sostituite con un nuovo snodo in cui le gambe sono unite agli slip tramite elastici.
Per il filone spaziale vengono previsti alcuni nuovi personaggi: Big Jim Space Leader (1982), il classico Big Jim con tuta spaziale azzurra; Big Jim Laser Gunner (1983), ancora una volta Big Jim munito di una grossa pistola laser; di Dr. Bushido, un nuovo nemico dai tratti asiatici che ricorda il Dott. Ming di Flash Gordon, armato di katana fosforescente; Capitan Laser, un Big Jim con una lampadina nascosta dentro la testa, con elmetto con visiera mobile e il volto ugualmente mobile che alzato svela una lampada. Quest'ultimo personaggio rappresenta un'idea riciclata dalla serie Major Matt Mason, nella quale era presente un simile personaggio con lo stesso nome.
Il filone spionistico viene popolato invece fin dal 1979 da Big Jim 004, un Big Jim "trasformista" con il meccanismo del doppio volto già sviluppato per Double Trouble, arricchito dalla possibilità di applicare diverse maschere e del quale esistono tre differenti versioni; Joe l'Alpinista/Alpinist Joe, scalatore vestito di nero per il quale viene riutilizzata la testa di Big Jeff; Commando Jeff, per il quale viene riutilizzata la testa di Torpedo Fist/Capitan Uncino; Big Jim Agente Segreto e una nuova versione di Big Jim parlante, entrambi il classico Big Jim con nuovi accessori. A questi vengono contrapposti i nemici; Boris, "l'autista diabolico", un cattivo con il pugno estroflettibile e la calotta cranica dipinta di grigio metallo; il Professor Obb, per il quale viene riutilizzata la testa del Dr. Bushido; e Iron Jaw, personaggio menomato a cui sono state applicate svariate protesi micidiali: una mascella d'acciaio e un arto meccanico con estremità intercambiabili. Quest'ultimo personaggio, però, è presente solo a livello di prototipo nei cataloghi della linea dei primi anni ottanta, non venne mai commercializzato e l'idea venne in seguito riciclata per creare il cattivo della linea Masters of the Universe, Trap-Jaw.
Le ultime produzioni della metà degli anni ottanta, concludono la transizione verso l'ambientazione spionistico-spaziale alla Moonraker: Big Jim, la cui testa viene completamente ridisegnata e dotata di un taglio di capelli più consono allo stile degli anni ottanta, ora appartiene a un'associazione chiamata Global Command, mentre il rivale Professor Obb è al comando dell'organizzazione criminale Condor Force. Big Jim viene venduto anche nella versione Agente Speciale e in quelle spaziali di Commander, Pilota ed Esploratore. Anche Professor Obb, che non ha più le fattezze del Dr. Bushido ma ha un viso nuovo dai tratti europei, ha la sua versione spaziale, chiamata Overlord.
Della squadra Global Command fanno parte i nuovi personaggi: Astros, per il quale viene riutilizzato il volto di Big Jeff; Dr. Alec e Colonel Kirk. Della Condor Force fanno invece parte: Baron Fangg, Vektor e Kobra, i cui volti sono tutti originali. In queste ultime produzioni, pur continuando a sussistere l'ottima resa estetica, i materiali appaiono di livello inferiore rispetto ai personaggi prodotti in precedenza. Gli stessi personaggi hanno le braccia appena leggermente pieghevoli e ormai prive del meccanismo che permette al bicipite di gonfiarsi.
La Mattel abbandona quindi la produzione del giocattolo nel 1986, in favore di altri tipi di action figure, quali ad esempio la serie Masters of the Universe, supportata anche da una serie di cartoni animati e di conseguenza di maggiore impatto presso i bambini dell'epoca.

## Caratteristiche
Big Jim è una action figure alta 10" (circa 25 cm), costituita da un corpo atletico uguale praticamente per tutte le versioni, in quattro varianti di incarnato:
- caucasoide, utilizzato per il Big Jim standard e per altri personaggi quale ad esempio Big Josh;
- abbronzato, utilizzato inizialmente per Big Jeff e il Dr. Steel, poi per molti altri personaggi, compresa la serie "Gli amici del West";
- afroamericano, utilizzato per il solo Big Jack;
- asiatico, utilizzato per il personaggio del Dr. Bushido e del Professor Obb della serie Spy.

Il corpo è suddiviso in sette sezioni: 
- la testa, in plastica morbida, nella prima versione completamente snodabile, cioè con movimento anche verticale, nelle versioni successive con movimento solamente orizzontale;
- il torace, in plastica rigida (dello stesso materiale di cui sono composte anche le mani, le gambe e i piedi) a cui si uniscono tutte le altre sezioni tramite innesti o elastici;
- le braccia, in gomma morbida con un'anima in plastica dotata di un meccanismo che, piegando il braccio, permetteva inizialmente di gonfiare il bicipite, alle braccia sono innestate le mani in plastica rigida; nelle prime versioni fino al 1977 le mani erano con le dita distese, nel tipico gesto del colpo di karate:  ed infatti gli oggetti che Big Jim teneva in mano (come coltelli, attrezzi sportivi o similari) erano dotati di due gancetti che si innestavano sulla mano. Successivamente le mani furono sostituite con quelle chiuse a pugno, più adatte a reggere i numerosi utensili di cui Big Jim veniva dotato;
- il bacino o meglio lo slip, connesso al torace tramite un elastico, l'unica parte non "nuda" del giocattolo, costituita da uno slip di colore rosso-arancio nelle prime versioni, bianco, nella versione intermedia, azzurro nelle ultime versioni (a cui aggiungere alcune varianti colorate);
- le gambe, in plastica rigida, connesse agli slip tramite un innesto a sfera fino al 1980 e dal 1981 tramite elastici; le gambe sono a loro volta composte da tre sezioni indipendenti completamente snodabili: coscia, polpaccio e piede.

La caratteristica peculiare di Big Jim è la presenza di un tasto nella schiena, la cui pressione, nella maggior parte dei casi, muove il braccio destro in un colpo di karate o innesca lo scatto che "spara" un pugno (come nei personaggi di Torpedo Fist o Boris) o un uncino (Capitan Uncino) o percuote una cartuccia per armi giocattolo (Sandokan), simulando così lo sparo della pistola. In altri casi la rotazione del braccio innesca il meccanismo di rotazione della faccia (nei personaggi Big Jim Due Volti, Zorak, Big Jim 004 e Capitan Drake), nel qual caso è assente il pulsante sulla schiena.
Nel solo caso del Big Jim Capocannoniere del 1980, si aggiunge un ulteriore meccanismo che permette al piede destro di "calciare", muovendo indietro la gamba sinistra.
Altra caratteristica innovativa rispetto ad action figure precedenti, è anche quella di una maggiore "posabilità": il giocattolo è maggiormente snodabile e costruito in una plastica più rigida e maggiormente rifinito nei dettagli rispetto ai concorrenti G.I. Joe e Amico Jackson.
Le braccia, costituite da uno scheletro in plastica rigida, sono rivestite esternamente di gomma e sono dotate di un meccanismo tale da permettere, quando si piega il gomito, il rigonfiamento del bicipite. I primi Big Jim erano infatti dotati di una fascia di metallo, che si apriva al rigonfiamento del muscolo. Questo meccanismo era presente nei personaggi prodotti negli anni settanta, non è presente invece nei personaggi delle ultime serie Global Command/Condor Force.
A differenza del suo predecessore G.I. Joe, Big Jim non è un personaggio prevalentemente militaresco. È fornito di una serie di corredi di abiti e accessori che consentono di inserirlo nelle più svariate avventure: dai numerosi sport e arti marziali soprattutto della prima serie All Star, all'esplorazione dello spazio delle ultime serie, passando per il Far West, i lavori manuali, le avventure spionistiche, il safari, il campeggio e la vita nella natura, ecc. Non è infatti presente nessun outfit realmente militaresco, fanno eccezione, se tali si possono considerare militari, solamente un paio di tenute "commando", un outfit da cineoperatore di guerra e un ufficiale di cavalleria dell'esercito nordista statunitense dell'Ottocento nella linea Karl May/Gli amici del West. Sono invece presenti alcuni outfit da poliziotto, tra cui l'Highway Patrol, la Giubba Rossa canadese e un generico "poliziotto europeo", che potrebbe ricordare vagamente la divisa da carabiniere.

## Personaggi
La linea di giocattoli Big Jim ha avuto numerosi personaggi, alcuni dei quali raggruppati in serie facenti parte differenti universi e spesso con gli stessi personaggi il cui ruolo viene più volte ridefinito, come ad esempio il Dr. Steel che da iniziale nemico, diventa "amico" nella serie P.A.C.K., per poi ritornare nemico nelle edizioni successive.

### All Star (1972-1975)
La prima linea di personaggi di Big Jim è la All Star, prevalentemente a tematica sportiva e che prevede i primi cinque personaggi Big Jim, Big Jack (entrambi venduti in tenuta atletica, con pantaloncini rossi), Big Jeff, Big Josh e il nemico Dr. Steel.
Questa prima linea comprende una serie di outfit soprattutto sportivi, caratterizzati dal comune stemma con le tre stelle, presente su quasi tutti gli abiti.
| Personaggio         | Anno      | Caratteristiche                                                                             | Accessori                                                                                | Note |
| ------------------- | --------- | ------------------------------------------------------------------------------------------- | ---------------------------------------------------------------------------------------- | --- |
| Big Jim/Mark Strong | 1972      | Colpo karate, mani dritte, slip rosso, carnagione chiara                                    | pantaloncino rosso, manubrio, tavoletta, fascia muscolare, palla da baseball             | La prima versione di Big Jim viene distribuita in alcuni paesi come Mark Strong, per questione di diritti legate all'uso della parola "Big". In alcune versioni viene venduto nudo senza accessori. |
| Big Jack            | 1972      | Colpo karate, mani dritte, slip rosso                                                       | pantaloncino rosso, manubrio, tavoletta, fascia muscolare, palla da baseball             | Afroamericano è il primo "amico" che viene affiancato a Big Jim. |
| Big Josh            | 1972      | colpo karate, mani dritte, slip rosso, carnagione chiara                                    | Pantaloncini jeans, gilet jeans, anfibi marroni, ascia, ceppo di legno, fascia muscolare | Boscaiolo. Viene riutilizzata la testa di Big Jim con un colore più chiaro di capelli e la barba dipinta.                                                                                           |
| Big Jeff            | 1972-1974 | colpo karate, mani dritte, slip rosso, carnagione abbronzata                                | cappello beige, shorts beige, fodera machete, machete, canna di bambù, fascia muscolare  | capelli biondi |
| Dr. Steel           | 1972-1975 | colpo karate, mani dritte, mano d'acciaio, dragone tatuato sul petto, carnagione abbronzata | Pantalone nero al polpaccio, fascia muscolare, tubo                                      | Dr. Steel è lo storico e primo avversario di Big Jim. |

### P.A.C.K. (1976 - 1977)
Prima serie a tema della linea Big Jim. Tutti i personaggi che fanno parte del P.A.C.K. (Professional Agent against Crime Killers), ad eccezione di Zorak, hanno dei segni distintivi comuni: cintura con la testa del lupo sulla fibbia, stivale con impronta della zampa di lupo sulla suola, tatuaggio con la testa del lupo sul dorso della mano sinistra.
La serie viene distribuita come tale solamente negli Stati Uniti, in Europa i medesimi personaggi vengono distribuiti senza alcun legame comune e in particolare il personaggio di Warpath viene distribuito come Chief Tankua e, laddove la serie Karl May viene ridistribuita come "Gli amici del West", questi viene associato ad essa.
I personaggi nella prima edizione presentano le mani diritte, verranno ridistribuiti solamente in Europa nella versione con le mani prensili. Negli Stati Uniti questi sono gli ultimi personaggi a venire distribuiti nella linea Big Jim, dopo di che la distribuzione sul suolo statunitense cesserà.
| Personaggio                        | Anno | Caratteristiche                                                                                  | Accessori | Note |
| ---------------------------------- | ---- | ------------------------------------------------------------------------------------------------ | --- | --- |
| Big Jim The Leader                 | 1976 | colpo karate, tatuaggio sulla mano sinistra                                                      | maglia blu con testa di lupo, pantaloni bianchi, stivali marroni, cintura P.A.C.K., fondina ascellare con pistola cromata, radiotrasmittente da polso  | |
| Big Jim Gold Leader                | 1976 | colpo karate, tatuaggio sulla mano sinistra                                                      | maglia nera con testa di lupo, pantaloni giallo oro, stivali neri, cintura P.A.C.K., fondina ascellare con pistola cromata, radiotrasmittente da polso | |
| The Whip                           | 1976 | colpo karate, tatuaggio sulla mano sinistra                                                      | maglia nera, pantaloni neri, stivali neri, berretto nero, cintura P.A.C.K., frusta, bolas, tracolla con quattro boomerang                              | È un personaggio vestito di nero, allenato nell'utilizzo di diverse armi bianche quali boomerang, bolas, frusta. La testa è quella di Big Jeff, con capelli neri e barba dipinta. |
| Dr. Steel                          | 1976 | colpo karate, mano d'acciaio, tatuaggio sul petto (testa di lupo), tatuaggio sulla mano sinistra | pantaloni neri, cintura P.A.C.K., tubo d'acciaio | Il Dr. Steel da "nemico" di Big Jim, diviene qui "amico", unendosi al P.A.C.K. per combattere il crimine.                                                                         |
| Warpath                            | 1976 | colpo karate, tatuaggio sulla mano sinistra                                                      | gillet in finta pelle, blue jeans, stivali marroni, cintura P.A.C.K., cappello nero, arco e faretra con frecce                                         | Il personaggio viene distribuito in Europa come Chief Tankua e associato alla serie "Gli amici del West".                                                                         |
| Torpedo Fist                       | 1977 | pugno sparante, tatuaggio sulla mano sinistra                                                    | cappello, cintura P.A.C.K., stivali marroni, pantaloni blu, canotta a righe                                                                            | Marinaio privo di un braccio, sostituito da una protesi sparante. |
| Big Jim Double Trouble (Due Volti) | 1977 | faccia girevole, tatuaggio sulla mano sinistra                                                   | tuta blu, cintura P.A.C.K., stivali marroni, fondina con pistola, radiotrasmittente da polso                                                           | Da questo personaggio sarà poi sviluppata l'idea di Big Jim 004. |
| Zorak                              | 1977 | cappuccio con faccia girevole                                                                    | pantaloni neri, stivali neri, mantello rosso | È l'avversario del P.A.C.K., uno scienziato pazzo capace di modificare a piacimento i lineamenti del suo volto, trasformandoli in un volto spaventoso dalla pelle verde.          |

### Karl May/Gli amici del West/Wild West/Oeste (1975-1978)
La serie Western, commercializzata inizialmente come serie a sé stante, separata dalla linea Big Jim, con il nome di Karl May -  dall'omonimo scrittore tedesco inventore dei personaggi - principalmente in Francia, Belgio, Paesi Bassi e Germania Ovest, venne distribuita solamente in Europa, poiché negli Stati Uniti la linea di giocattoli Big Jim era già stata interrotta. Nei paesi in cui non fu distribuita come Karl May, venne diffusa con una confezione differente, nomi differenti e un personaggio in più.
In Canada la serie venne invece distribuita con il nome Wild West, la confezione era identica a quella della serie Karl May europea, con il solo nome della serie mutato. In questa serie, inoltre, vennero distribuiti solamente quattro personaggi su sei, cioè Old Shatterhand, Winnetou, Bloody Fox e Old Firehand. In Italia i sei personaggi che compongono la serie con l'aggiunta di Chief Tankua vennero distribuiti con il nome Gli amici del West di Big Jim. Questa serie presentava una confezione completamente ridisegnata e i nomi dei personaggi non avevano alcun legame con l'universo dei romanzi di Karl May. Infine in Spagna la Congost, che produceva i personaggi con licenza della Mattel, distribuì i personaggi con altri nomi ancora e con sostanziali differenze nei personaggi e negli accessori.
Nel 1975 vengono distribuiti i primi due personaggi con le mani dritte, Old Shatterhand/Dakota Joe e Winnetou/Geronimo, i due personaggi più popolari dei racconti di genere western dello scrittore Karl May. I due personaggi verranno inoltre distribuiti anche in una versione "economica" con differente outfit e numero ridotto di accessori. L'anno seguente vengono ridistribuiti i primi due nella versione con mani prensili. Nel 1977 vengono aggiunti i personaggi di Old Shurehand/Buffalo Bill e Bloody Fox/Bisonte Nero, già con le mani prensili, e nel 1978 Old Firehand/Old Kentucky e l'indiana Ntscho-Tschi/Fresca Rugiada, unico personaggio femminile della linea Big Jim per il quale viene riutilizzato il corpo femminile adulto della linea La Famiglia Felice (The Sunshine Family). Solo per l'edizione "Gli amici del West" viene inoltre ripescato il personaggio di Warpath/Chief Tankua.
| Personaggio (Karl May) | Personaggio (Wild West) | Personaggio (Gli amici del West) | Personaggio (Congost Oeste) | Anno      | Caratteristiche                          | Accessori                                                                                | Note |
| ---------------------- | ----------------------- | -------------------------------- | --------------------------- | --------- | ---------------------------------------- | ---------------------------------------------------------------------------------------- | --- |
| Old Shatterhand        | Old Shatterhand         | Dakota Joe                       | Dakota Joe                  | 1975-1976 | colpo karate, mani dritte/mani prensili  | cappello, due fucili, cinturone con due pistole Colt e pugnale, calumet                  | Nella prima versione con mani dritte Karl May e nell'edizione "Gli amici del West" con mani dritte prima e mani prensili poi, viene riutilizzata la testa di Big Jeff a cui viene dipinta la barba. Nella seconda versione con mani prensili Karl May e nell'edizione canadese Wild West e Congost ha una nuova testa con barba lunga e capelli in nylon. |
| Winnetou               | Winnetou                | Geronimo                         | Geronimo                    | 1975-1976 | colpo karate, mani dritte, mani prensili | fucile                                                                                   | - |
| Old Surehand           | -                       | Buffalo Bill                     | -                           | 1977      | colpo karate, mani prensili              | cappello, cinturone con una pistola, pugnale con fodero, fucile Winchester               | - |
| Bloody Fox             | Bloody Fox              | Bisonte Nero                     | Bisonte Negro               | 1977      | colpo karate, mani prensili              | cinturone con due pistole, pugnale con fodero, fucile, tracolla, frusta                  | - |
| Old Firehand           | Old Firehand            | Old Kentucky                     | Kid Buffalo                 | 1978      | colpo karate, mani prensili              | berretto in pelo, fucile, cinturone con due pistole, pugnale con fodero, collana indiana | - |
| Nscho-Tschi            | -                       | Fresca Rugiada                   | India Apache                | 1978      | -                                        | due borse, brocca, giara e gerla                                                         | Fresca Rugiada è l'unico personaggio femminile prodotto nell'intera linea Big Jim. Il corpo era tuttavia quello di un'altra linea di action figure della Mattel: quella de La Famiglia Felice. |
| -                      | -                       | Chief Tankua                     | -                           | 1975      | colpo karate, mani dritte/mani prensili  | arco, frecce, faretra                                                                    | Il personaggio Warpath della serie P.A.C.K. viene riciclato per la versione "Gli amici del West", con alcune lievi differenze nell'abbigliamento e negli accessori. |

### Pirati (1978-1979)
Una piccola serie a tema piratesco viene distribuita tra il 1978 e il 1979. La serie è compresa nella linea Big Jim, tuttavia non ha alcun legame con gli altri personaggi e i pochi accessori realizzati, vengono ideati per i soli tre personaggi in essa distribuiti.
I tre pirati riutilizzano tutti teste di altri personaggi già distribuiti nella linea Big Jim: Capitan Drake è Zorak con alcune modifiche, Capitan Uncino presenta la testa di Torpedo Fist, Sandokan quella di Old Surehand/Buffalo Bill con barba e capelli scuri. Come accessori verranno distribuiti solamente la barca dei pirati completa di forziere e cannone e due outfit.
| Personaggio (internazionale) | Personaggio (italiano) | Personaggio (Congost) | Caratteristiche                 | Accessori                | Note |
| ---------------------------- | ---------------------- | --------------------- | ------------------------------- | ------------------------ | --- |
| Captain Drake                | Capitan Drake          | Capitan Drake         | faccia girevole, mani prensili  | pistola pirata, sciabola | Caratteristica del personaggio la faccia che cambia diventando un teschio. Il corpo e il viso umano sono quelli di Zorak. |
| Captain Hook                 | Capitan Uncino         | -                     | uncino sparante, mani prensili  | sciabola                 | Il personaggio è dotato di un uncino che schiacciando il pulsante sulla schiena, viene espulso. Per la testa viene riutilizzata quella di Torpedo Fist. |
| Captain Flint                | Sandokan               | Capitan Flint         | pistola sparante, mani prensili | pistola pirata, sciabola | Ispirato al personaggio dello sceneggiato omonimo del 1976, ha la caratteristica di impugnare una pistola che schiacciando il pulsante sulla schiena fa esplodere una salva per pistole giocattolo inserita nel braccio destro. Per la testa viene riutilizzata quella di Old Surehand/Buffalo Bill. |

### Serie spaziale (1979-1980)
Una prima serie a tema spaziale/fantascientifico/futuristico viene distribuita sul finire degli anni settanta e comprende solamente un paio di personaggi: più versioni di Big Jim, compreso Capitan Laser, ispirato a un personaggio similare già prodotto nella linea Major Matt Mason nel decennio precedente, e un nuovo nemico, il Dr. Bushido, dai tratti asiatici.
| Personaggio           | Caratteristiche | Accessori                                                                      | Note |
| --------------------- | --------------- | ------------------------------------------------------------------------------ | --- |
| Big Jim Space Leader  |                 | Tuta azzurra, stivali blu tipo "P.A.C.K.", fascia argentata, pistola argentata | |
| Big Jim Laser Gunner  |                 |                                                                                | |
| Big Jim Capitan Laser | Occhi laser     |                                                                                | Personaggio ispirato a un personaggio similare e con lo stesso nome uscito nella linea Major Matt Mason della stessa Mattel. |
| Dr. Bushido           | Calvo, barba    | Maglia e pantaloni bianchi, cintura dorata con drago, sciabola fosforescente   | |

### Spy (1982-1984)
Caratteristica di questa serie ad ambientazione spionistica è l'ampio impiego di personaggi già utilizzati: praticamente ogni personaggio della serie è una riconversione di un personaggio già uscito in precedenza con altro nome e ruolo, ad eccezione del mai prodotto Mascella D'Acciaio, presente unicamente in versione di prototipo nei cataloghi del periodo.
| Personaggio                             | Anno        | Caratteristiche                                              | Accessori | Note |
| --------------------------------------- | ----------- | ------------------------------------------------------------ | --- | --- |
| Big Jim 004 I versione                  | 1979        | 3 facce intercambiabili abbronzate                           | trench beige, pantaloni marroni, short e canotta, anfibi neri, camicia bianca, cravatta marrone, valigetta marrone                                     | Caratteristica del personaggio è la possibilità di cambiare faccia. Il personaggio venne commercializzato in quattro differenti versioni. La prima, nel 1979, come personaggio a sé stante, con tre facce, non fu inserito in alcuna serie. La seconda, nella serie Spy, con altre tre facce, differenti da quelle della prima serie. Infine una terza volta con tutte e sei le facce. Esiste inoltre una versione CIPSA messicana in cui il personaggio viene presentato come "007" con una faccia a sé, ispirata al volto di Roger Moore. |
| Big Jim 004 II versione                 | 1980        | 3 facce intercambiabili pallide                              | trench blu, pantaloni azzurri, short e canotta, anfibi neri, camicia bianca, cravatta blu, valigetta blu                                               | Caratteristica del personaggio è la possibilità di cambiare faccia. Il personaggio venne commercializzato in quattro differenti versioni. La prima, nel 1979, come personaggio a sé stante, con tre facce, non fu inserito in alcuna serie. La seconda, nella serie Spy, con altre tre facce, differenti da quelle della prima serie. Infine una terza volta con tutte e sei le facce. Esiste inoltre una versione CIPSA messicana in cui il personaggio viene presentato come "007" con una faccia a sé, ispirata al volto di Roger Moore. |
| Big Jim 004 III versione                | 1980 - 1984 | 6 facce intercambiabili                                      | trench beige, pantaloni marroni, short e canotta, anfibi neri, dolcevita azzurro, foulard rosso, fondina e pistola con silenziatore, valigetta marrone | Caratteristica del personaggio è la possibilità di cambiare faccia. Il personaggio venne commercializzato in quattro differenti versioni. La prima, nel 1979, come personaggio a sé stante, con tre facce, non fu inserito in alcuna serie. La seconda, nella serie Spy, con altre tre facce, differenti da quelle della prima serie. Infine una terza volta con tutte e sei le facce. Esiste inoltre una versione CIPSA messicana in cui il personaggio viene presentato come "007" con una faccia a sé, ispirata al volto di Roger Moore. |
| Big Jim Agente Segreto                  |             | colpo karate                                                 | | |
| Big Jim Parlante con radiotrasmettitore |             | colpo karate                                                 | maglia, pantaloni, berretto, anfibi neri, cuffie, zaino con radio-trasmettitore                                                                        | |
| Commando Jeff                           |             | colpo karate                                                 | | Per il personaggio è stata riutilizzata la testa di Torpedo Fist. |
| Joe l'alpinista                         |             | colpo karate                                                 | | Per il personaggio è stata riutilizzata la testa di Big Jeff. |
| Professor Obb                           | 1981        | colpo karate, attacco delle gambe con elastico, slip bianchi | cappello nero, impermeabile grigio, dolcevita bianco, sciarpa rossa, pantaloni gessati neri, scarpe nere basse, valigetta, ombrello-fucile             | Per il personaggio è stata riutilizzata la testa del Dr. Bushido. |
| Boris, l'autista diabolico              | 1981        | pugno sparante                                               | | Per il personaggio è stata riutilizzata la testa del Dr. Steel, a cui è stata dipinta una calotta metallizzata. |
| Mascella d'Acciaio                      | -           | braccio meccanico con uncino, mascella di metallo            | maglia nera, pantalone nero, scarponcini bassi neri, valigetta grigia, 5 armi diverse da applicare al braccio meccanico                                | Personaggio pubblicizzato nei cataloghi di Big Jim, ma mai messo in produzione. Un personaggio molto simile venne poi realizzato per la serie Masters of the Universe con il nome di Trap Jaw. |

### Global Command/Condor Force (1984-1986)
| Personaggio                      | Caratteristiche | Accessori | Note |
| -------------------------------- | --------------- | --- | --- |
| Personaggi Global Command        |                 | | |
| Big Jim Global Command           | colpo karate    | nessuno | Il personaggio principale viene ridisegnato: la testa viene aggiornata con un nuovo volto.                                                                                          |
| Big Jim Esploratore              | colpo karate    | tuta rossa, pettorale, armi e accessori                                                                                                  | |
| Big Jim Agente Speciale          | colpo karate    | completo blu in similpelle | |
| Big Jim Air Ace Pilota           | colpo karate    | tuta blu, stivali spaziali bianchi, armatura grigia, casco con visiera                                                                   | |
| Big Jim Parlante                 | colpo karate    | berretto rosso, maglia rossa, pantaloni nero, anfibi neri, zaino con sistema "parlante"                                                  | |
| Big Jim Commander                | colpo karate    | tuta blu, stivali spaziali bianchi, armatura grigia, casco con visiera, cinturone e varie armi                                           | |
| Astros                           | colpo karate    | tuta marrone, stivali spaziali bianchi, corazza-elmo bianca, guanti color panna, cinturone grigio e varie armi                           | La testa è quella di Big Jeff |
| Dr. Alec                         | colpo karate    | camicia mimetica, pantaloncini mimetici, calzini verdi, scarpe marroni, casco e armatura, cinturone, varie armi e accessori, girocottero | Nuovo personaggio |
| Colonel Kirk                     | colpo karate    | tuta bianca, pettorina bianca, bandana rossa, visiera, stivali bianchi, varie armi e accessori                                           | Nuovo personaggio |
| Personaggi Condor Force          |                 | | |
| Professor Obb                    | colpo karate    | pantaloni corti rossi | Il professor Obb viene completamente ridisegnato, rispetto alla precedente versione della serie Spy, con una nuova testa e un nuovo abbigliamento che ricorda quello del Dr. Steel. |
| Professor Obb Capo dei criminali | colpo karate    | elmo rosso, tuta rossa, corazza nera, stivali spaziali neri, cinturone, varie armi e accessori                                           | La nuova versione del Professor Obb accessoriato |
| Vektor                           | colpo karate    | tuta rossa, corazza-elmo gialla, cinturone viola, stivali spaziali neri, guanti neri, varie armi                                         | Nuovo personaggio |
| Kobra                            | colpo karate    | tuta mimetica, kefia bianca, armatura marrone, stivali spaziali neri, vari accessori                                                     | Nuovo personaggio |
| Baron Fangg                      | colpo karate    | elmo rosso, maglia gialla, pantalone verde, corazza rossa, stivali spaziali marrone, cinturone marrone, varie armi                       | Nuovo personaggio |

### Altri personaggi (parziale)
Svariati sono i personaggi slegati da alcuna serie tematica, distribuiti in numerose varianti, soprattutto del personaggio base Big Jim. Quest'ultimo viene venduto infatti anche nelle versioni Big Jim Sportivo, Big Jim Karate, Big Jim Kung-Fu, Big Jim Parlante, ecc.
| Personaggio                       | Anno                     | Caratteristiche                                                                       | Accessori | Note |
| --------------------------------- | ------------------------ | ------------------------------------------------------------------------------------- | --- | --- |
| Big Jim Talking Back Pack         | 1972                     | colpo karate, slip rosso, mani dritte, carnagione chiara                              | maglia rossa, pantaloncini jeans, scarponi marroni, fascia muscolare, zaino "parlante", sacco a pelo                                                                     | Versione "parlante" con dispositivo nello zaino in grado di riprodurre alcune frasi. Distribuito in varie lingue. |
| Big Jim Talking Field Radio       | 1972                     | colpo karate, mani dritte, slip rossi, carnagione chiara                              | camicia jeans, blu jeans, scarpe da ginnastica nere, fascia muscolare, zaino "parlante", cuffie, megafono, berretto rosso                                                | Versione "parlante" con dispositivo nello zaino in grado di riprodurre alcune frasi. Distribuito in varie lingue. |
| Big Josh Talking Back Pack        | 1972                     | colpo karate, slip rosso, mani dritte, carnagione chiara                              | camicia gialla, pantaloncini beige, calzini bianchi, anfibi marroni o scarponi marroni, zaino "parlante", berretto nero, fascia muscolare                                | Versione "parlante" con dispositivo nello zaino in grado di riprodurre alcune frasi. Distribuito in varie lingue. |
| Big Jim Kung Fu Gear              | 1973                     | colpo karate, slip rosso, mani dritte, carnagione chiara                              | tenuta da Kung Fu, bamboo, katana, fascia muscolare, tavoletta karate marrone con gambe, tavoletta karate nera con reggi tavoletta, cintura All Star, Muscle Mover       | Personaggio distribuito principalmente negli Stati Uniti. |
| Big Josh Eagle Set                | 1973                     | colpo karate, mani dritte, slip rossi, carnagione chiara                              | camicia verde, pantaloni beige, anfibi marroni, protezione per braccio sinistro, aquila                                                                                  | |
| Big Jim Pro Sports Gear           | 1975                     | colpo karate, slip rosso, mani dritte, carnagione chiara                              | tenuta da basket blu, canestro, mazza da baseball, fascia muscolare, pallone da football americano, pallone da basket, palla da baseball, cintura all star, Muscle Mover | |
| Big Jim Gold Medal o Olimpionico  | 1975 (USA) 1977 (Europa) | colpo karate, con motivi olimpionici, mani dritte, carnagione abbronzata              | fascia muscolare, manubrio, palla da baseball, medaglia olimpionica, adesivo olimpionico                                                                                 | Personaggio prodotto in occasione delle Olimpiadi del 1976 tenute a Montréal. Ne esistono due varianti, una prodotta per il mercato canadese (1975), avente medaglia di differente foggia, e una per il mercato australiano (1974), avente slip gialli con decalcomanie di colore verde e come unico accessorio la medaglia olimpionica. Della versione standard ne esiste inoltre una edizione del 1976 senza nessun accessorio. |
| Big Jack Gold Medal o Olimpionico | 1975 (USA) 1976 (Europa) | colpo karate, slip con motivi olimpionici, mani dritte                                | fascia muscolare, manubrio, palla da baseball, medaglia olimpionica, adesivo olimpionico                                                                                 | Personaggio prodotto in occasione delle Olimpiadi del 1976 tenute a Montréal. |
| Big Jim Karate                    | 1976                     | colpo karate, mani dritte, slip rossi, carnagione chiara                              | tenuta da karate, bamboo, fascia muscolare, tavolino karate, tavoletta karate beige, teggi tavoletta karate, cintura All Star, Muscle Mover                              | Personaggio distribuito in Giappone. |
| Big Jim Avventura                 | 1977                     | colpo karate, slip bianchi con motivi rossi e blu, mani dritte, carnagione abbronzata | - | Tardo Big Jim sportivo con mani diritte dall'incarnato abbronzato simile al Big Jim Olimpionico. |
| Big Jim Capocannoniere            | 1980                     | colpo karate, mani prensili, senza slip, carnagione chiara, piede calciante           | t-shirt gialla, pantaloncini rossi, calzini gialli, scarpe da calciatore, pallone da calcio                                                                              | Personaggio sportivo a sé stante, Big Jim Capocannoniere, oltre al colpo di karate presente su quasi tutti i personaggi, è dotato anche di un meccanismo che gli permette di calciare il pallone con il piede destro. |

### Altre linee
I corpi Big Jim furono utilizzati inoltre per creare altre serie di giocattoli non propriamente inserite nella linea Big Jim.
| Personaggio                                    | Anno      | Caratteristiche                                            | Accessori                                                                                                 | Note |
| ---------------------------------------------- | --------- | ---------------------------------------------------------- | --- | --- |
| Tarzan                                         |           |                                                            | | |
| Tarzan                                         | 1977-1978 | colpo karate, mani diritte, gambe con sfere                | perizoma                                                                                                  | Serie statunitense Mattel con corpo Big Jim abbronzato e testa di Big Jeff a cui vennero dipinti i capelli di nero. Tarzan venne commercializzato in due versioni, entrambe vendute in blister: la prima assieme ad un gorilla (1977), la seconda assieme ad una pantera (1978). |
| Alla conquista del West (How the West was won) |           |                                                            | | |
| Zeb Macahan                                    | 1978      | colpo karate, mani prensili, slip bianchi, gambe con sfere | | Linea ispirata alla serie televisiva Alla conquista del West. La linea venne distribuita esclusivamente negli Stati Uniti. |
| Lone Wolf                                      | 1978      | colpo karate, mani prensili, slip bianchi, gambe con sfere | | Il personaggio è identico al Geronimo della serie Western. |
| The Life and Times of Grizzly Adams            |           |                                                            | | |
| Grizzly Adams                                  | 1978      | colpo karate, mani prensili, slip bianchi, gambe con sfere | | Linea ispirata alla serie televisiva Grizzly Adams (The Life and Times of Grizzly Adams). Ne esiste una variante con orso grizzly che non venne mai messa in commercio ma presentata solamente nei cataloghi. La linea venne distribuita esclusivamente negli Stati Uniti.       |
| Nakoma                                         | 1978      | colpo karate, mani prensili, slip bianchi, gambe con sfere | fascia, gillet in pelle, pantaloni in pelle, mocassini in pelle, pugnale, lancia                          | Nativo americano per il quale viene riutilizzata la testa di Bisonte Nero, ma con capelli più lunghi e intrecciati, pitture sul viso e abiti originali. |
| Capitan Futuro                                 |           |                                                            | | |
| Capitan Futuro                                 | 1980      | colpo karate, mani prensili, slip gialli, gambe con sfere  | tuta bianca, corpetto bianco, cinturone di plastica bianco con fondine, due pistole laser, anfibi bianchi | In seguito alla popolarità della serie di cartoni animati giapponesi Capitan Futuro, la Mattel crea solamente per il mercato italiano una action figure del personaggio utilizzando il corpo di Big Jim con una testa scolpita appositamente.                                    |

## Accessori
Seguendo il modello già sperimentato con Barbie, la Mattel dota Big Jim e i suoi compagni di numerosi veicoli e altri accessori.

### Set e animali (parziale)
Vengono inoltre realizzati in scala diversi animali protagonisti della avventure di Big Jim nella giungla; tra l'altro un rinoceronte, una tigre e un gorilla gigante.
| Nome    | Anno | Tipo            | Contenuto | Catalogo | Note |
| ------- | ---- | --------------- | --------- | -------- | ---- |
| Pinto   | 1976 | cavallo indiano |           | 7383     |      |
| Tempest | 1976 | cavallo cowboy  |           | 7384     |      |
| Fulmine | 1979 | cavallo         |           | 9400     |      |
| Tornado | 1981 | cavallo         |           | 3532     |      |

| Anno     | Nome                            | Tipo veicolo | Riferimento           | Catalogo | Note                                                                              |
| -------- | ------------------------------- | ------------ | --------------------- | -------- | --------------------------------------------------------------------------------- |
| 1972     | Dune Devil                      | Autoveicolo  |                       |          |                                                                                   |
| 1975 (?) | Lazervette                      | Autoveicolo  | Chevrolette Corvet C3 |          | Prima versione nera nella serie P.A.C.K. distribuita solo negli Stati Uniti.      |
| 1975 (?) | The Beast                       | Autoveicolo  |                       |          | Versione nera della Jeep nella serie P.A.C.K. distribuita solo negli Stati Uniti. |
| 1976     | Safari Jeep                     | Autoveicolo  |                       | 7319     | Prima versione, verde.                                                            |
| 1976     | Sky Commander                   | Aeromobile   |                       | 7323     |                                                                                   |
| 1976     | Motocross Honda                 | Motoveicolo  |                       | 7373     |                                                                                   |
| 1976     | Superfuoristrada                | Autoveicolo  |                       | 7379     | Seconda versione, beige.                                                          |
| 1976     | Catamarano                      | Imbarcazione |                       | 9267     |                                                                                   |
| 1976     | Canoa Indiana                   | Imbarcazione |                       | 9402     |                                                                                   |
| 1976     | Camper                          | Autoveicolo  |                       | 4384     |                                                                                   |
| 1976     | Carro Far West senza cavalli    | Carro        |                       | 2159     |                                                                                   |
| 1976     | Carro Far West con cavalli      | Carro        |                       | 9483     |                                                                                   |
| 1977     | Bicicletta Giro d'Italia        | Bicicletta   |                       | 9484     |                                                                                   |
| 1977     | Elicottero                      | Aeromobile   |                       | 9901     | Versione gialla.                                                                  |
| 1977     | Laboratorio Mobile Ricerche Sub | Autoveicolo  |                       | 9901     | Simile al camper dell'anno precedente.                                            |
| 1977     | Avventure al Polo Nord          | Slitta       |                       | 9917     | Slitta trainata da cani in playset completo di outfit e animali.                  |
| 1978     | Barca dei Pirati                | Imbarcazione |                       | 2258     |                                                                                   |
| 1978     | Land Rover                      | Autoveicolo  |                       | 2268     |                                                                                   |
| 1978     | Caccia al Coccodrillo           | Imbarcazione |                       | 7310     | Scafo in playset completo di animale.                                             |
| 1978     | Motocross Honda                 | Motoveicolo  |                       | 9901     |                                                                                   |
| 1979     | Fantascafo                      | Imbarcazione |                       | 8927     |                                                                                   |
| 1979     | Lazervette - Il Bolide Armato   | Autoveicolo  | Chevrolette Corvet C3 | 8928     | Seconda versione rossa, associata al personaggio di Big Jim 004.                  |
| 1980     | Camper Base mobile              | Autoveicolo  |                       | 8220     |                                                                                   |
| 1980     | Deltaplano                      | Aeromobile   |                       | 8234     |                                                                                   |
| 1980     | Corvette                        | Autoveicolo  | Chevrolette Corvet C3 | 8275     | Terza versione della Corvette, blu.                                               |
| 1981     | VW Golf Cabriolet               | Autoveicolo  | Volkswagen Golf I     | 8299     |                                                                                   |
| 1982     | Moto Azione Commando            | Motoveicolo  |                       | 5141     | Moto blu associata al personaggio di Commando Jeff.                               |
| 1982     | Giroplano                       | Aeromobile   |                       | 5140     |                                                                                   |
| 1982     | Elicottero                      | Motoveicolo  |                       | 5141     | Versione blu. Simile alla prima versione.                                         |
| 1982     | Camper Base Mobile              | Autoveicolo  |                       | 5257     | Simile alla precedente versione, blu scuro.                                       |
| 1982     | Jeep                            | Autoveicolo  |                       | 5258     | Terza versione, blu.                                                              |
| 1982     | Roulotte Controspionaggio       | Autoveicolo  |                       | 5259     | Versione blu, simile ai precedenti camper.                                        |
| 1983     | Carro Mangia Ostacoli           | Autoveicolo  |                       | 4015     |                                                                                   |
| 1983     | Navicella Stratosferica         | Aeromobile   |                       | 4191     |                                                                                   |
| 1983     | VW Golf Cabriolet               | Autoveicolo  | Volkswagen Golf I     | 8299     | Versione blu.                                                                     |
| 1983     | Condor Patrol                   | Autoveicolo  |                       | 9420     |                                                                                   |

## Merchandising
Con il marchio Big Jim vengono distribuiti inoltre molti altri giochi e oggetti derivati.
- Automobili giocattolo: varie automobili giocattolo in metallo con il logo di Big Jim, vengono prodotte per le linee Hot Wheels e Mebetoys.
- Album di figurine. Nel 1977 in Italia viene distribuito dalla editrice modenese Panini un album di figurine contenente delle avventure disegnate che vedono protagonista il personaggio Mattel[34]. Un album di figurine in inglese è Big Jim and His Friends.
- Fumetti e fotoromanzi: alcune brevi avventure illustrate da disegni o da fotografie, vengono pubblicate dal settimanale Topolino durante gli anni settanta e ottanta. Si tratta in realtà sempre di pubblicità, però sotto forma di fumetto e fotoromanzo. Un fumetto vero e proprio, che illustra le avventure del gruppo P.A.C.K., viene invece realizzato negli Stati Uniti a metà anni settanta, questo fumetto porta il titolo di Big Jim's P.A.C.K.
- Libri illustrati: a livello internazionale vengono prodotti alcuni volumi riccamente illustrati, contenenti avventure narrate con protagonista il giocattolo della Mattel. In italiano viene pubblicato nel 1977 da Piero Dami Editore Un'avventura di Big Jim, la storia vede Big Jim protagonista di un'avventura in montagna, dove si era recato per trascorrere una vacanza, soccorrere alcuni amici in pericolo in seguito allo straripamento di una diga. S.O.S. Volcan e Dangeur Pourpre, sono due libri francesi scritti da Jacques Bastian e illustrati da Frédéric Joffroy, e pubblicati dalla Mattel nel 1985. Le due storie hanno come protagonisti i Big Jim della serie Global Command/Condor Force.
- Libri da colorare: un paio di libri da colorare in inglese vengono pubblicati durante gli anni settanta: Big Jim & His Friends e Big Jim and the P.A.C.K..
- Musicassette: a livello internazionale vengono realizzate delle musicassette contenenti delle avventure narrate di Big Jim e dei suoi amici. Les corners du bisons è una musicassetta in francese, venduta a sé stante in blister. Big Jim - Rettungsfahrt für das Elephanten-Baby è una musicassetta in tedesco distribuita in più versioni. La sfida dei supercriminali e Allarme al sommergibile atomico sono due musicassette italiane degli anni ottanta, allegate al Topolino, aventi come protagonisti i Big Jim della serie Global Command/Condord Force.
- Giochi da tavolo: la Mattel ha prodotto anche alcuni giochi da tavolo incentrati sulle avventure di Big Jim, per la maggior parte in italiano: Big Jim 004, Big Jim - Crime Detector, Big Jim - Astronauta, Big Jim - S.O.S. Emergenza, Big Jim - Safari, Big Jim - Il tesoro di Geronimo, Big Jim - Rettungsfahrt für das Elephanten-Baby[senza fonte], Big Jim - Il Giro d'Italia [35], Big Jim - Il Campionato di calcio
- Occhiali da sole: un paio di occhiali da sole per bambini con il marchio Big Jim su licenza dalla Mattel, viene commercializzato dalla Marcolin nel 1981.
- Paper Doll: edizione di personaggi di carta da ritagliare (paper doll) di Big Jim e Big Jack, completi di abiti in carta.
- Puzzle
- Quaderni scolastici: nel 1978 le Cartiere Pigna realizzano una serie di quaderni scolastici con illustrazioni ispirate al personaggio della Mattel. I quaderni riportano un disegno che ritrae il personaggio impegnato in una avventura e il marchio "Big Jim", all'interno, in II e III di copertina, si trovano giochi ed enigmistica con il marchio della linea.
- Thermos: prodotto negli stati uniti, decorato con disegni che riproducono i personaggi della linea di giocattoli.

## Influenze, citazioni e omaggi
- Vari Big Jim e accessori appaiono nel film Mark il poliziotto, diretto da Stelvio Massi nel 1975, quando Mark Terzi (Franco Gasparri) e il Brigadiere Bonetti (Giampiero Albertini) effettuano un sopralluogo all'interno di un distributore all'ingrosso di giocattoli. Qui sono presenti giochi della Mattel, principalmente personaggi e accessori della serie Big Jim.
- A metà degli anni settanta viene prodotta l'action figure Billy Boy: si tratta di un personaggio alto circa 10 cm, costruito in gomma con anima in filo di ottone, che ricalca in modo evidente la fisionomia di Big Jim. Si tratta di un giocattolo economico, monocromatico (è tutto di un unico colore incarnato), dotato di un corredo di abiti di carta, che veniva regalato con le patatine San Carlo o nelle buste sorpresa.
- Il termine "Big Jim", negli anni settanta, entrò nel lessico popolare italiano, specie di alcune zone del Meridione, ad indicare un uomo aitante, di alta statura o semplicemente di bell'aspetto. È tuttora in uso.[senza fonte]
- Nel testo del singolo del 1992 di Elio e le Storie Tese Servi della gleba, viene citato il giocattolo Big Jim nel passaggio «Come dei simbolici Big Jim / Schiacci il tasto ed esce lo sfaccimm».
- Il musicista statunitense Dr. Steel, attivo dal 1999 al 2011, deriva il proprio nome dal celebre cattivo della linea Big Jim omonimo.
- Nel 2000, la Mattel ha creato la linea di giocattoli Max Steel, da cui è stata tratta una serie televisiva in computer grafica di 3 stagioni e un videogioco per Dreamcast. In un episodio della serie, il padre di Max Steel (il cui vero nome è Josh McGrath) viene identificato come "Big Jim McGrath".
- Una parodia di Big Jim dal nome Grande Jim appare nella storia I Dimenticati nel numero 84 del fumetto italiano Rat-man.
- Nel romanzo del 2000 Tornatrás di Bianca Pitzorno, il personaggio di Riccardo Riccardi viene più volte soprannominato "Big Jim" dalla protagonista per la rassomiglianza col giocattolo omonimo.
- James Rennie e Dale Barbara, i protagonisti del romanzo del 2009 The Dome, scritto da Stephen King, e della serie televisiva Under the Dome (2013 - 2015) da esso derivata, sono soprannominati rispettivamente "Big Jim" e "Barbie", come i celebri personaggi della Mattel.[senza fonte]
- La copertina dell'album Non basta essere te del 2011, del cantante Marco Morandi, utilizza una immagine di Big Jim 004 e delle sue facce, deturnate nel volto del cantante.